# Варела, Матиас
Луис Матиас Карл Падин Варела (швед. Louis Matias Karl Padin Varela; род. 23 июня 1980 года, Стокгольм, Стокгольм, Швеция) — шведский актёр.

## Биография
Матиас Варела вырос в районе Сёдермальм в южной части столицы. Родители Матиаса родом из Испании. Сам Матиас не знал шведского языка, пока не пошёл в школу. Во время учёбы в средней школе Матиас подружился с Густафом Скарсгардом, сыном актёра Стеллана Скарсгарда. Именно Стеллан Скарсгард помог юному Матиасу Вареле встать на актёрский путь.
Варела начал свою работу в кино в начале 2000-х годов. Первой успешной работой для начинающего актёра стал фильм «Шторм». Но ещё больший успех ему принесли фильмы: «Шальные деньги», «Шальные деньги: Стокгольмский нуар» и «Шальные деньги: Роскошная жизнь». Также Матиас известен по сериалу «Борджиа» и фильму «На гребне волны».

## Фильмография
1. 1999-2006 — Новые времена / Nya tider (2000-2001)
2. 2004 — Мисс Швеция / Fröken Sverige
3. 2005 — Шторм / Storm
4. 2005 — Буги-вуги Стокгольма / Stockholm Boogie
5. 2010 — Шальные деньги / Snabba Cash
6. 2010-2014 — Тайные связи / Covert Affairs
7. 2011-2013 — Борджиа / The Borgias
8. 2011 — Однажды в Пхукете / En gång i Phuket
9. 2011 — Арне Даль: Мистериозо / Arne Dahl: Misterioso
10. 2012 — Арне Даль: Мудрая кровь / Arne Dahl: Ont blod
11. 2012 — Арне Даль: До вершины горы / Arne Dahl: Upp till toppen av berget (мини-сериал)
12. 2012 — Арне Даль: Самая большая вода / Arne Dahl: De största vatten (мини-сериал)
13. 2012 — Арне Даль: Европейский блюз / Arne Dahl: Europa Blues (мини-сериал)
14. 2012 — Шальные деньги: Стокгольмский нуар / Snabba Cash II
15. 2012 — Игрок / Player (короткометражка)
16. 2012 — В глазах смотрящего / Fjällbackamorden: I betraktarens öga
17. 2013 — Шальные деньги: Роскошная жизнь / Snabba cash — Livet deluxe
18. 2014 — Ettor och nollor (мини-сериал)
19. 2015 — На гребне волны / Point Break
20. 2016 — Кредо убийцы / Assassin’s Creed
21. 2017 — Нарко / Narcos
22. 2020 — Воспитанные волками / Raised by Wolves